# Mallotus myanmaricus
Mallotus myanmaricus är en törelväxtart som beskrevs av Ping Tao Li. Mallotus myanmaricus ingår i släktet Mallotus och familjen törelväxter. Inga underarter finns listade i Catalogue of Life.